# Hossein Akhani
Hossein Akhani (anhörenⓘ persisch حسين آخانی; * 1965) ist ein iranischer Botaniker an der Universität Teheran.
Hossein Akhani wurde 1998 an der Ludwig-Maximilians-Universität München promoviert. Er ist Erstbeschreiber zahlreicher Arten; sein botanisches Autorenkürzel lautet „Akhani“.
Akhani engagiert sich außerdem gegen das Austrocknen des Urmiasees.

## Schriften
- Hossein Akhani, Peter Trimborn, Herbert Ziegler: Photosynthetic pathways in Chenopodiaceae from Africa, Asia and Europe with their ecological, phytogeographical and taxonomical importance. In: Plant Systematics and Evolution. Band 206, Nr. 1–4, 1997, S. 187–221, doi:10.1007/BF00987948 (englisch, ut.ac.ir [PDF]).
- Hossein Akhani: A new spiny, cushion-like Euphorbia (Euphorbiaceae) from south-west Iran with special reference to the phytogeographic importance of local endemic species. In: Botanical Journal of the Linnean Society. Band 146, Nr. 1, September 2004, S. 107–121, doi:10.1111/j.1095-8339.2004.00310.x (englisch, ut.ac.ir [PDF]).
- Hossein Akhani, Abdol-Basset Ghorbani: Mandragora turcomanica (Solanaceae) in Iran: A new distribution record for an endangered species. In: Systematics and Biodiversity. Band 1, Nr. 2, August 2003, S. 177–180, doi:10.1017/S1477200003001105 (englisch, ut.ac.ir [PDF]).
- Hossein Akhani: Diversity, biogeography, and photosynthetic pathways of Argusia and Heliotropium (Boraginaceae) in South-West Asia with an analysis of phytogeographical units. In: Botanical Journal of the Linnean Society. Band 155, Nr. 3, November 2007, S. 401–425, doi:10.1111/j.1095-8339.2007.00707.x (englisch).
- Hossein Akhani Senejani: Plants and vegetation of North West Persian Gulf: the coasts and islands of Khore Musa, Mahshahr and adjacent areas. Danesgah, 2015, ISBN 978-964-03-6739-1 (englisch).